# Somewhere I'll Find You
 Somewhere I'll Find You és una pel·lícula estatunidenca de Wesley Ruggles, estrenada el 1942. La pel·lícula va trigar gairebé dos anys per completar-se i va ser la darrera pel·lícula protagonitzada per Gable abans que s'allistés en les Forces Aèries de l'Exèrcit dels Estats Units durant la Segona Guerra Mundial. La seva següent pel·lícula - després de la guerra -seria Adventure (1945).

## Argument
Els germans Johnny i Kirk Davis treballen en un dels diaris més grans del país com a corresponsals de guerra. Estan units per una gran amistat fins al moment en què apareix una antiga companya de feina que està compromesa amb Kirk.

## Producció
La pel·lícula va ser dissenyada com un altre vehicle per la immensament popular parella Gable/Turner. Seguint l'èxit de Honky Tonk el 1941, MGM mirava de capitalitzar-ho en aquest nou film, esperant reproduir el box-office de Gable quan va ser parella amb les actrius Joan Crawford i Jean Harlow en els anys 1930. Una vegada que va començar el rodatge, Gable i Turner van continuar la seva relació laboral amistosa.
El rodatge va ser suspès per un mes després que la dona de Gable, l'actriu Carole Lombard, va morir en un accident d'avió. A Gable se li va permetre deixar de rodar per un període de dol, i l'estudi gairebé deixa la pel·lícula. Va ser retitulada Red Light però tornada a canviar a Somewhere I'll Find You abans de l'estrena.
La pel·lícula va ser, com la parella Gable/Turner a Honky Tonk (1941), un èxit del box-office. La parella més tard va fer dos pel·lícules més junts, Homecoming (1948) i Traït (1954). En ambdues pel·lícules, com a "Somewhere I'll Find You," Gable i Turner eren camarades i amants en l'escenari de la Segona Guerra Mundial.

## Rebuda
Segons les dades de la MGM la pel·lícula va guanyar 2.885.000 dòlars als EUA i Canadà i 1.129.000 a la resta del món, aconseguint uns beneficis de 1.749.000$.

## Repartiment
- Clark Gable: Jonathon 'Jonny' Davis
- Lana Turner: Paula Lane
- Robert Sterling: Kirk 'Junior' Davis
- Patricia Dane: Crystal McRegan
- Reginald Owen: Willie Manning
- Lee Patrick: Eve 'Evie' Manning
- Charles Dingle: George L. Stafford

I, entre els actors que no surten als crèdits:
- Van Johnson: Tinent Wade Hal
- Keenan Wynn: Sergent Tom Purdy
- Miles Mander: Floyd Kirsten